# عملية ظفر 1
عملية ظفر 1 هي عملية هجومية نفذتها قوات الحرس الثوري الإيراني بقيادة قرارگاه رمضان بالتعاون مع قوات البيشمركة في 27 شهريور 1366هـ (17 سبتمبر 1987م)، بمنطقة حوالي 200 كم داخل شمال العراق حول مدينة كاني ماسي، ضمن إطار استراتيجي للحد من الضغط على الجبهات الجنوبية لإيران.

## الخلفية
شكل قرارگاه رمضان ذراعًا استراتيجية لإيران في عمليات حروب غير منتظمة شمال العراق، وكان مسؤولًا عن تنفيذ سلسلة من عمليات "ظفر" منذ 1986 بنجاح ملحوظ، بالتعاون مع البيشمركة.

## التنفيذ
وبحسب المصادر الإيرانية، دُمّرت نحو 60 قاعدة عراقية حول كاني ماسي، ضمن مساحة عمليات تقارب 30 كم²، وسط تدمير دبابات، مدرعات، سيارات عسكرية وانفجارات في مخازن ذخيرة.
كما أُسر/قُتل المئات من جنود اللواء 38 والكتيبة 19، إضافة إلى ضباط كبار بينهم ثلاثة قادة ميدانيين عراقيين، بينما لم تُعلن خسائر الحرس أو البيشمركة رسميًا.

## الخسائر
يُقدّر إجمالي خسائر الجيش العراقي بما يقارب 1500 (قتلى، جرحى، وأسير) وفقًا لمصادر إيرانية مستقلة، بينما لم تورد المصادر الإيرانية تفاصيل عن خسائرها.

## الأثر والتداعيات
أجبرت العملية القوات العراقية على سحب وحدات قتالية من الجنوب للتعامل مع وضع جديد في الشمال، مما خلّف هامش حرية أكبر لحركة الجيش الإيراني في مناطق البصرة والفاو.
كما عززت العملية من قوة التعاون بين الإيرانيين والبيشمركة، وهو تعاون تصاعد لاحقًا إثر مجزرة حلبجة في آذار 1988.